# T9

Teclat estàndard usat per escriure missatges de text.

El  T9  (text en 9 tecles) és una tecnologia d'entrada de text dissenyada per a telèfons mòbils. Aquesta tecnologia permet formar paraules pressionant un sol botó per cada lletra, al contrari de prémer múltiples vegades cada tecla fins a obtenir la lletra desitjada. L'objectiu principal d'aquesta tecnologia consisteix a simplificar l'escriptura de missatges de text.
El  T9  funciona fent referència a un diccionari amb les paraules més comuns. Quan l'usuari pressiona els botons de nombre, un algorisme busca en el diccionari una llista de paraules possibles d'acord amb la combinació de tecles pressionada i mostra l'opció més probable. L'usuari pot confirmar la selecció i continuar amb la següent paraula o usar una tecla per veure les altres combinacions possibles. De vegades això es combina amb algun programari per completar paraules.

## Exemple
Al teclat típic del telèfon els números corresponen a les lletres de la següent manera:
Per escriure la paraula 'hola' en la manera clàssic caldrà:
1. Prèmer 4 (ghi)  2 vegades per obtenir 'h'
2. Prèmer 6 (mnoñ)  3 vegades per obtenir 'o'
3. Prèmer 5 (jkl)  3 vegades per obtenir 'l'
4. Prèmer 2 (abc)  1 vegada per obtenir 'a'

De la mateixa manera per obtenir 'hola' amb T9 només caldrà:
1. Prèmer 4 (ghi)  1 vegada per obtenir 'h'
2. Prèmer 6 (MnO)  1 vegada per obtenir 'o'
3. Prèmer 5 (jkl)  1 vegada per obtenir 'l'
4. Prèmer 2 (abc)  1 vegada per obtenir 'a'

Per posar qualsevol missatge a un telèfon mòbil "T9" el sistema actualitza els caràcters visualitzats cada vegada que es pressiona una tecla mostrant la paraula més probable. En aquest cas el T9 redueix el nombre de botons polsats de 9 a 4.

## Textònims
En anglès s'usa el terme  textonyms  per indicar les paraules que es formen amb la mateixa combinació de tecles, en els equips mòbils tenen un botó per seleccionar entre les diferents opcions.
Alguns Exemples:
- 2272 = casa, cara, capa
- 7652 = sola, solc, roja, rola

## Companyies
Moltes companyies desenvolupen i comercialitzen programari T9. La més comuna és el T9 de AOL/Tegic Communications però també existeix LetterWise, WordWise i EQ3 de Eatoni, i ITAP de Motorola.

## Errors
Hi ha paraules en català que el T9 no inclou, i pot mostrar en el seu lloc paraules que no tenen res a veure (si l'error persisteix cal desactivar el T9).